# كنيسة القديس جورج (التشيك)
كنيسة القديس جورج أو كنيسة سانت جورج أو كما تعرف باللغة التشيكية كنيسة القديس «جيري» تقع في قرية لوكوفا التشيكية وهي واحدة من الكنائس الكثيرة المنتشرة في البلاد والتي تعود للقرون الوسطى حيث بنيت في قرية لوكافا في شمال بلزن الواقعة داخل جمهورية التشيك في منتصف القرن الرابع عشر.

## نشأتها
بنيت الكنيسة في عام 1352 على الطراز القوطى وتعرضت الكنيسة للعديد من الحرائق والحروب التي ضربت القرية المتواجد بها الكنيسة وفي عام 1796 تعرضت الكنيسة للنيران المدمرة أدت لتأكل محتويات الكنيسة وتدميرها، وتم إعادة البناء في عام 1800 وكان اخر ترميم لها كان عام 1858, ووقعت حادثة في أخر أحتفال قداس في الكنيسة عام 1962 تحطمت شجرة سقف الكنيسة بعد أن انهارت على المتواجدين وأدت إلي وفاتهم بالكامل، وأخذ السكان المحليون ذلك فألًا سيئًا، ومن ثم تم التخلي عن الكنيسة، لتوضع الكنيسة لاحقا، ضمن التراث الثقافي للمدينة  وعانت الكنيسة للعديد من القصص الخرافية، بعد أن هجرت لعقود، وحامت حولها قصص الأشباح والفال السئ.

## التحول إلي مزار سياحي
- حيث كان تكلفة أعادة أعمار الكنيسية التاريخية مرة اخري مرتفع للغاية بعد التدميرالأخير الذي شهدتها، وفي عام 2012 , قام الطالب (جاكوب هادرافا) أو (بالإنجليزية:Jakub Hadrava) [4] بأقتراح لتنفيذ مشروع البكالوريوس الخاص به على الكنيسة حيث انة كان يدرس في كلية التصميم والفنون في جامعة بوهيميا وقام بتجسيد عدد 32 شخصية من الجبس، تجسيدا لأرواح المصلين الذين توفو في ذلك المكان، وقد لاقي ذلك أقبال كبيرة بين السائحين وأتي السائحون من كل دول العالم لزيارة الكنيسة، ونجح في جمع 100,000 كرونة لأعادة أعمار الكنيسة.[5]
- ولكن بفضل مشروع جاكوب هادرافا، حصلت الكنيسة على نبض الحياة مري أخري، ليتحول المبنى إلى متحف تم ترميمه. وأصبحت الكنيسة وجهة مشهورة للسياح ومزارًا ثقافيًا فنيًا سياحيًا جذابًا للزائرين من جميع دول العالم إلي جمهورية التشيك.[6]

## صور

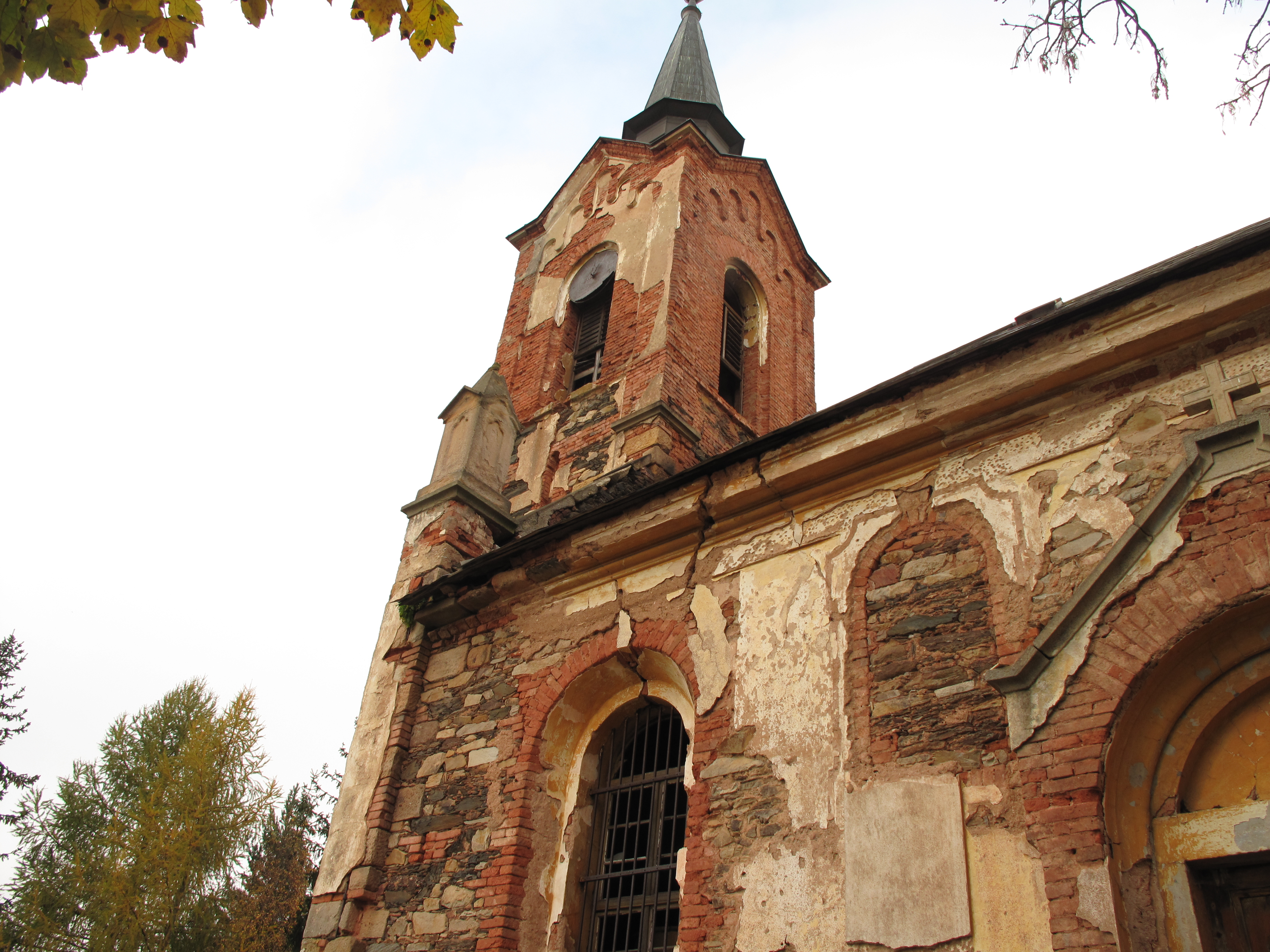
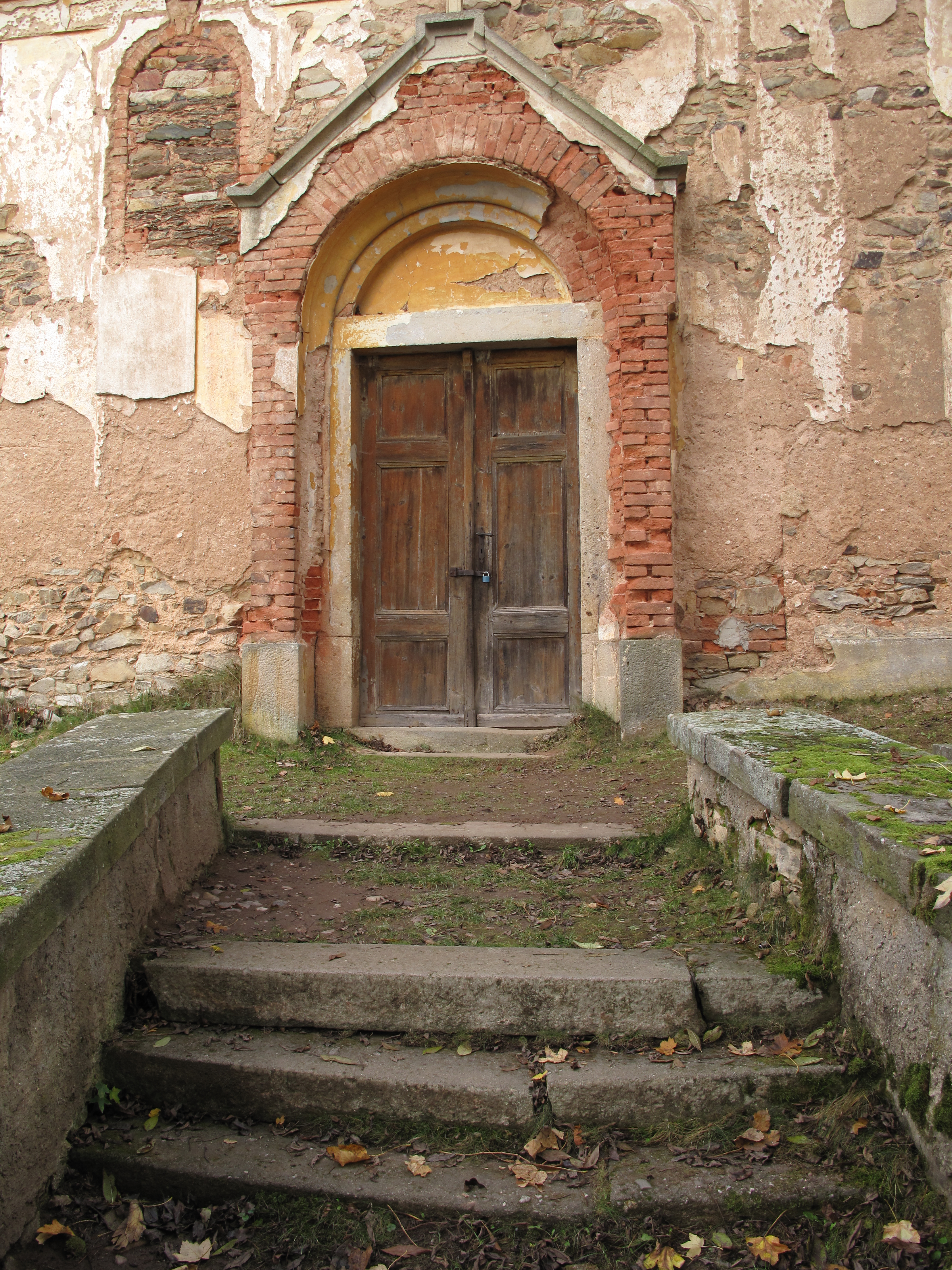
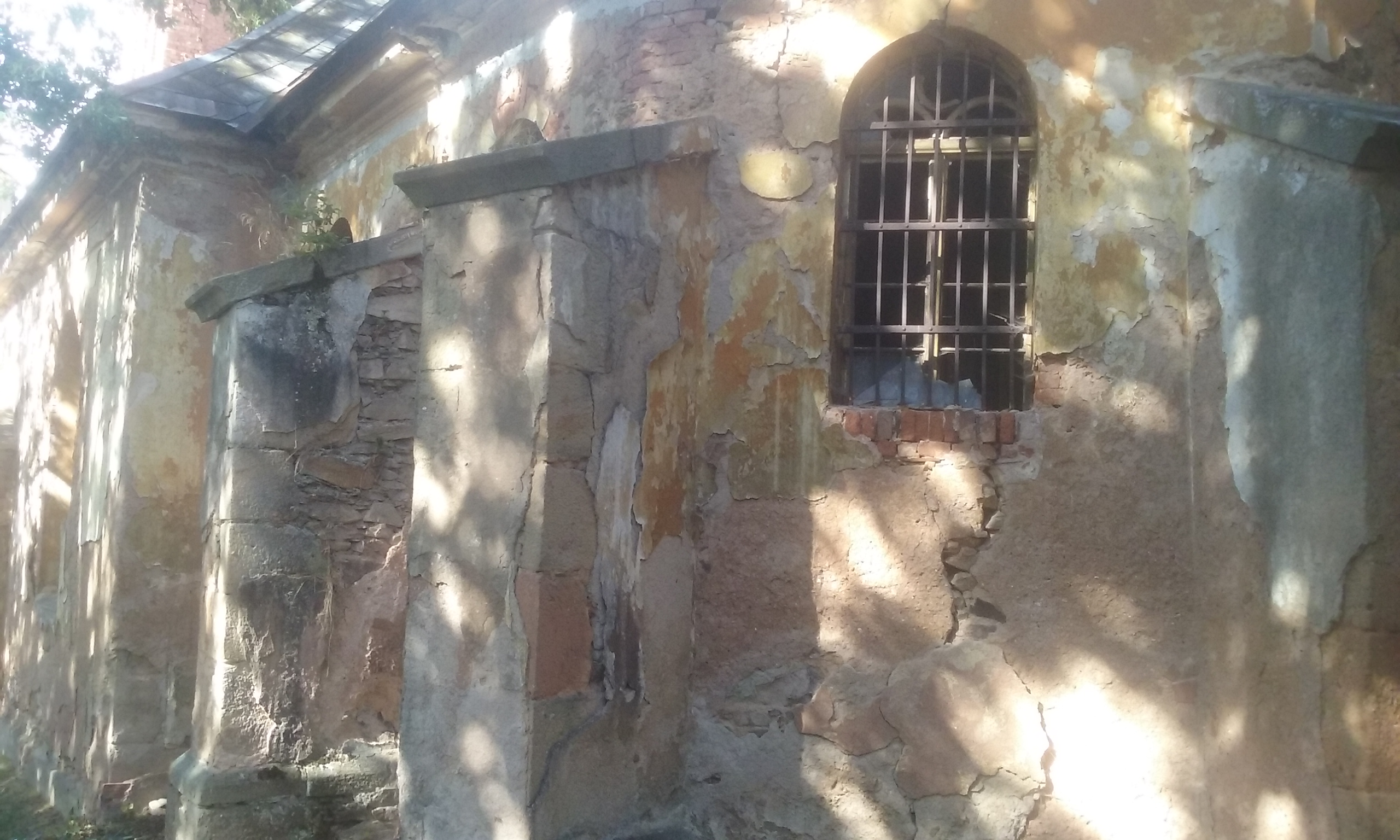
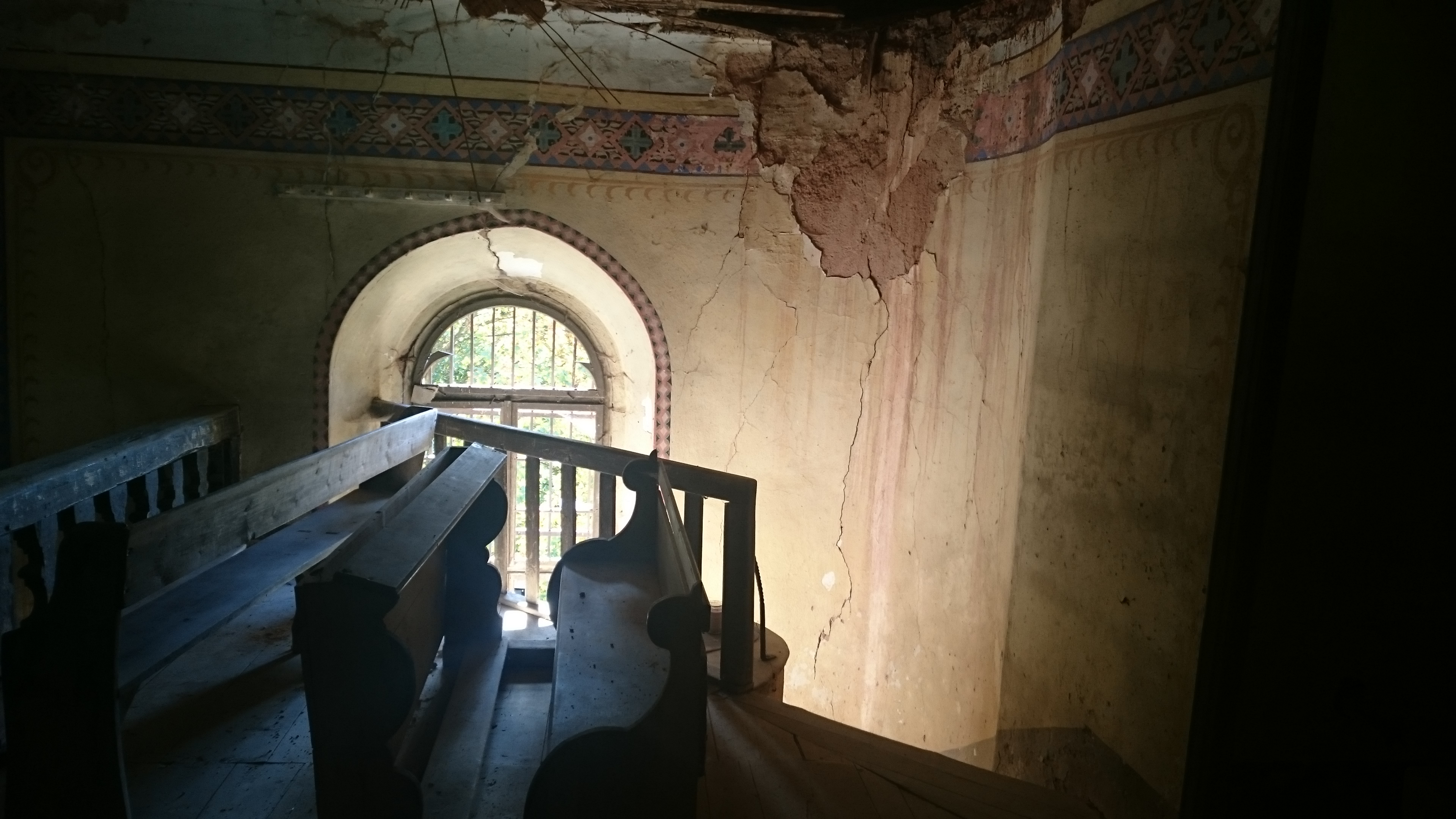
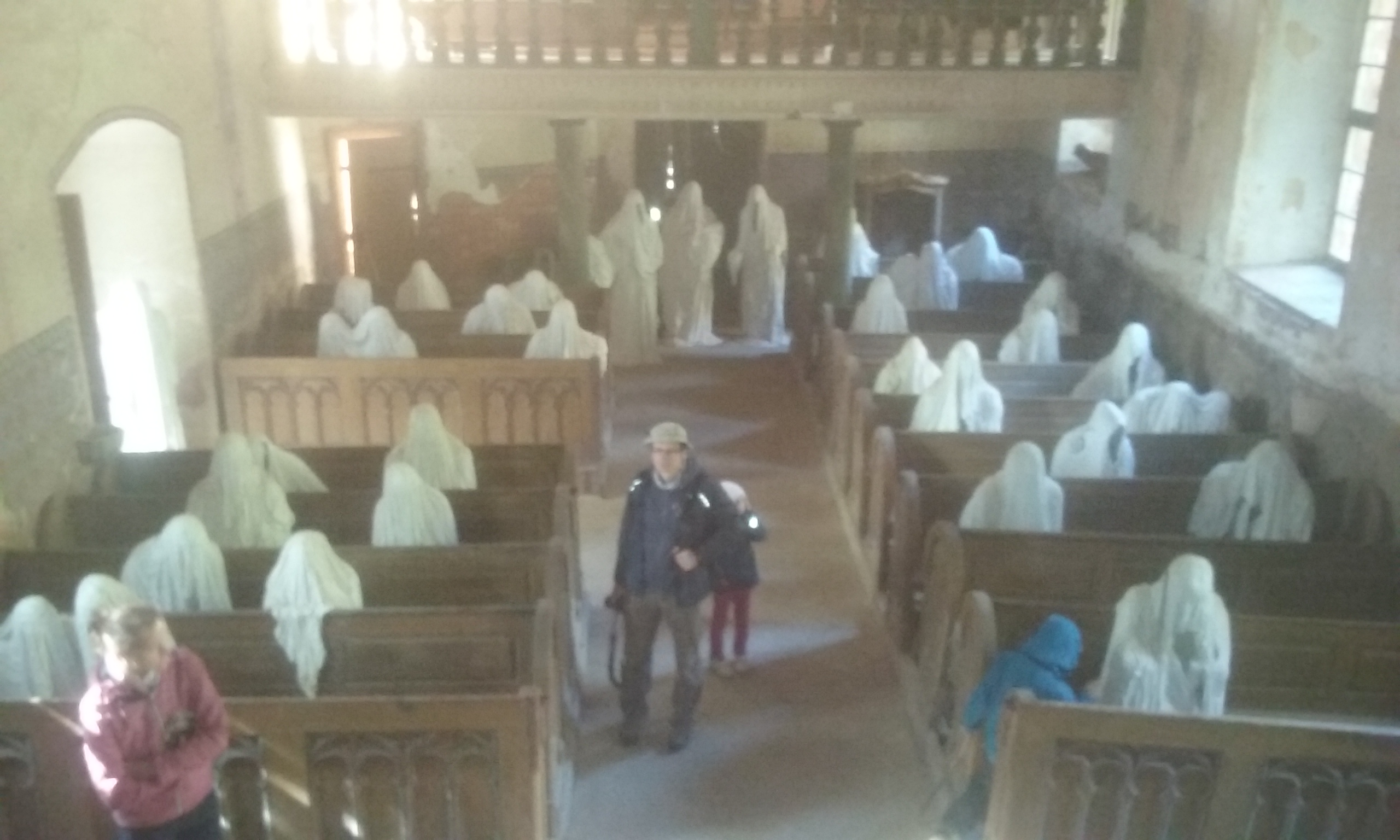
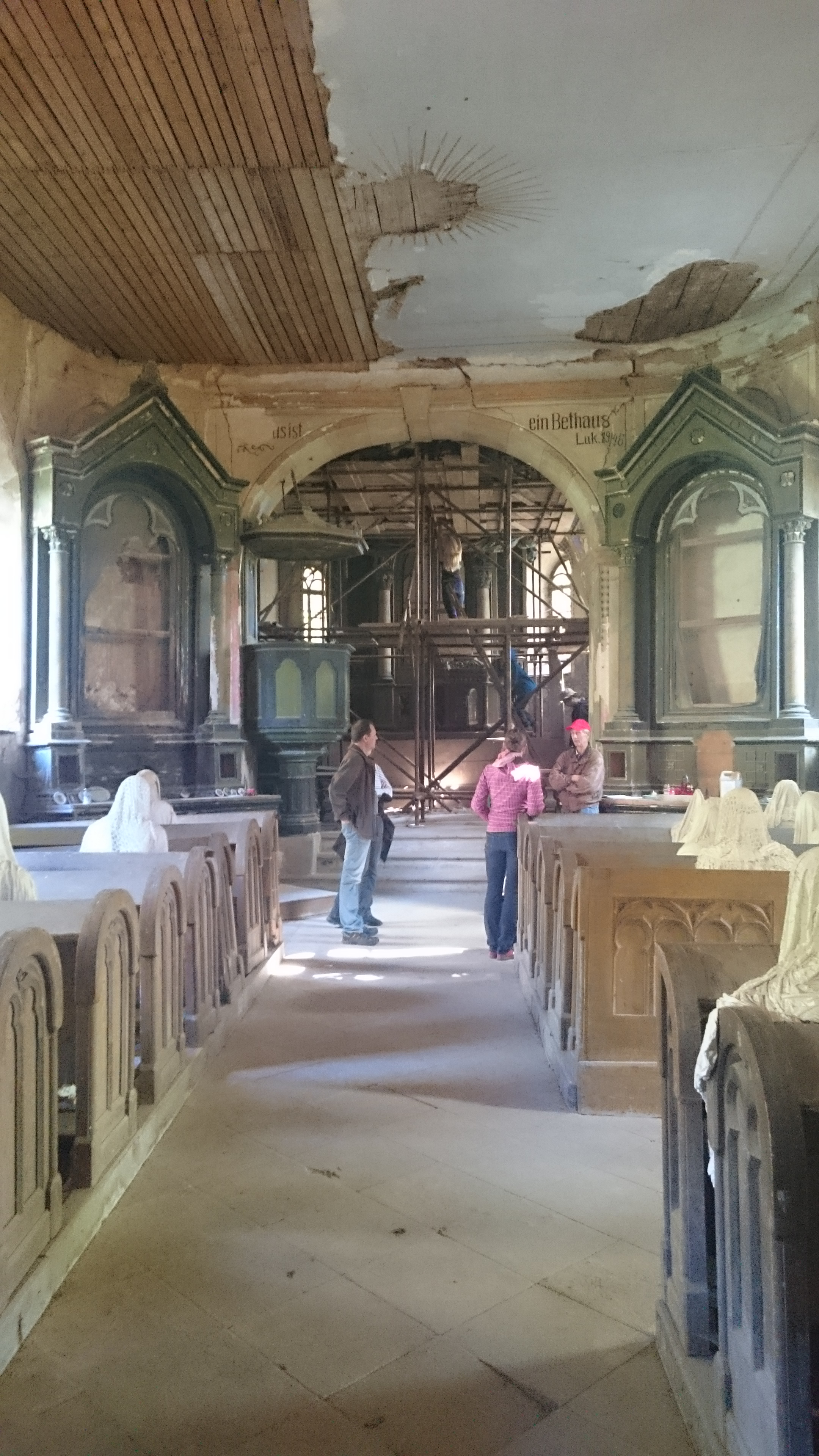
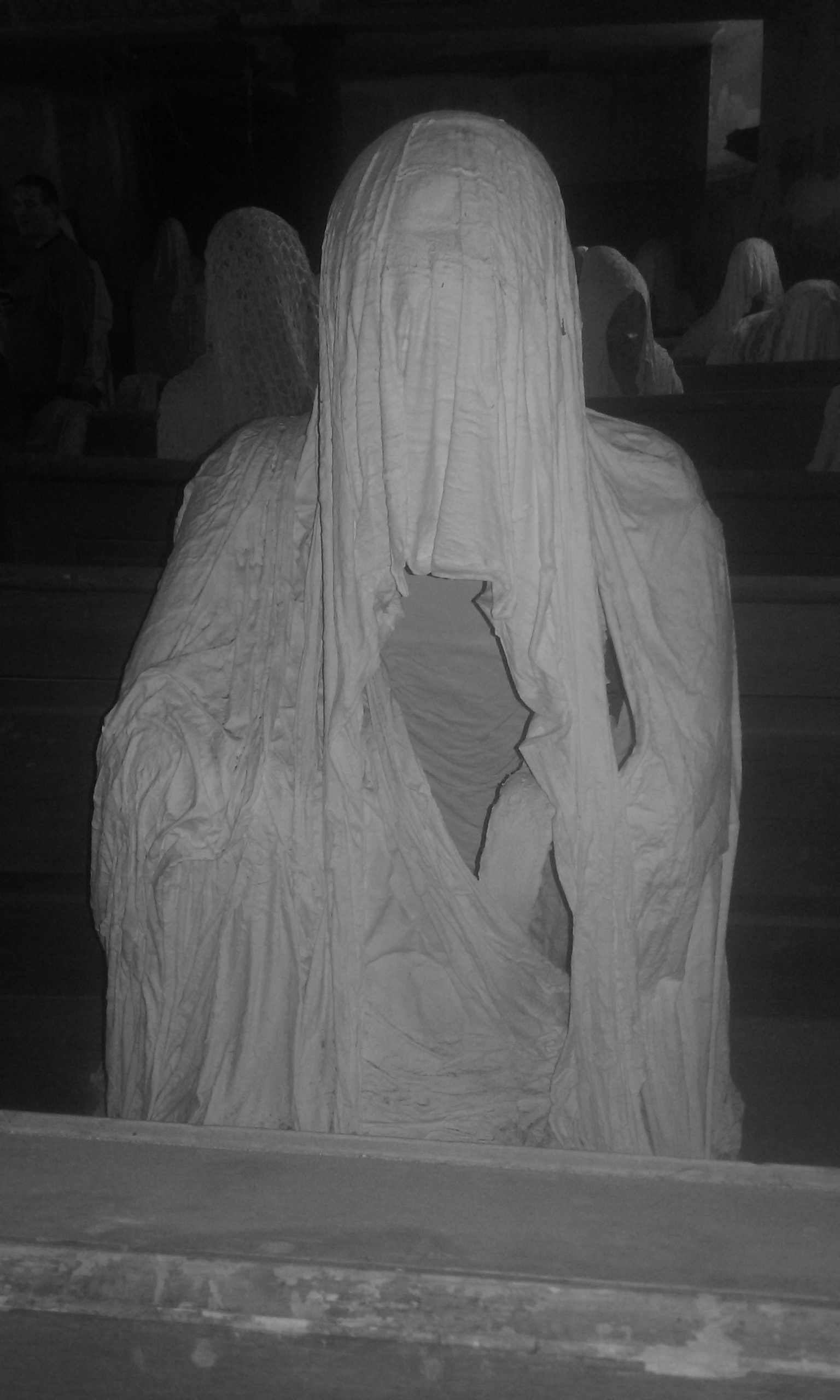
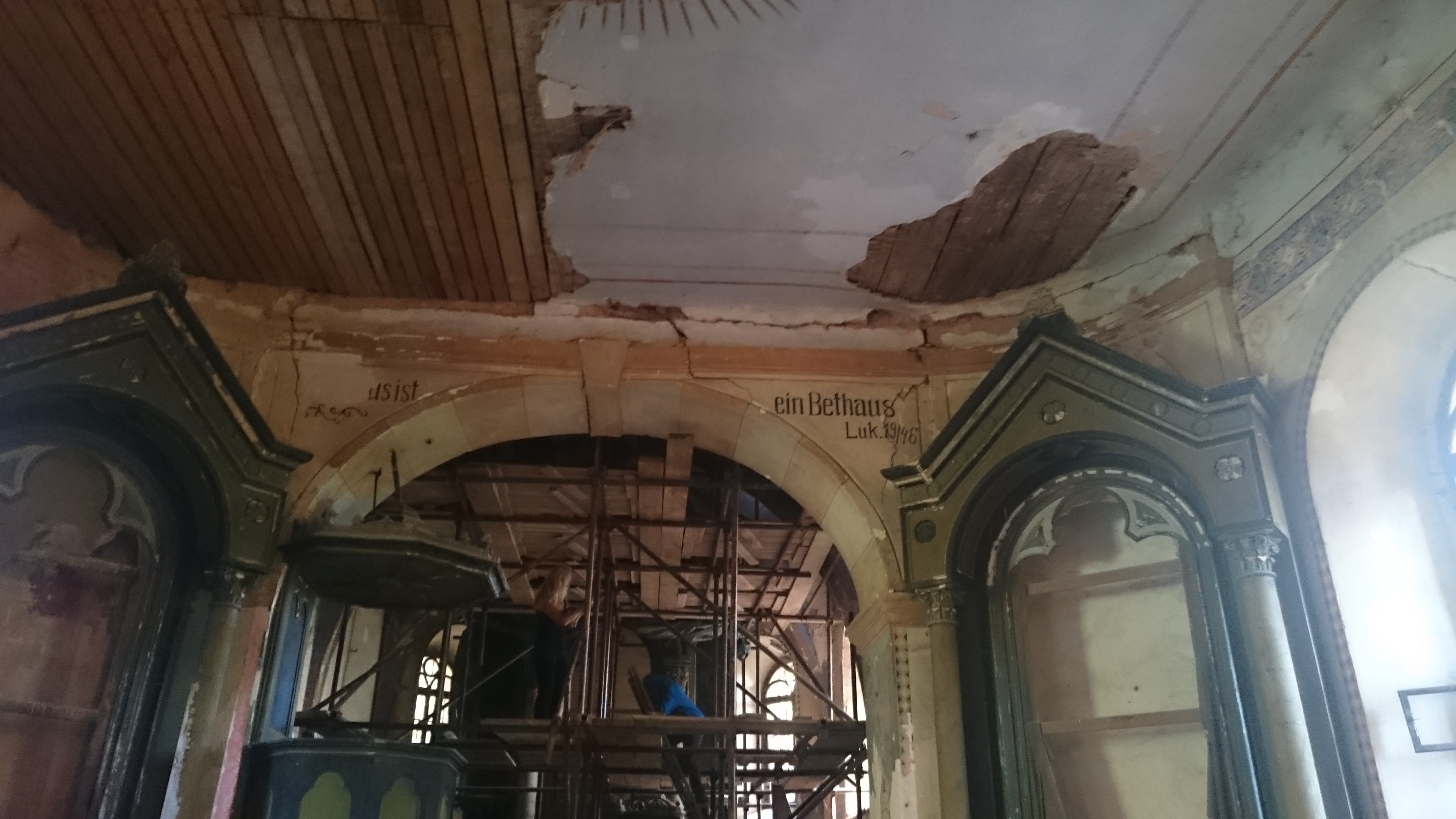
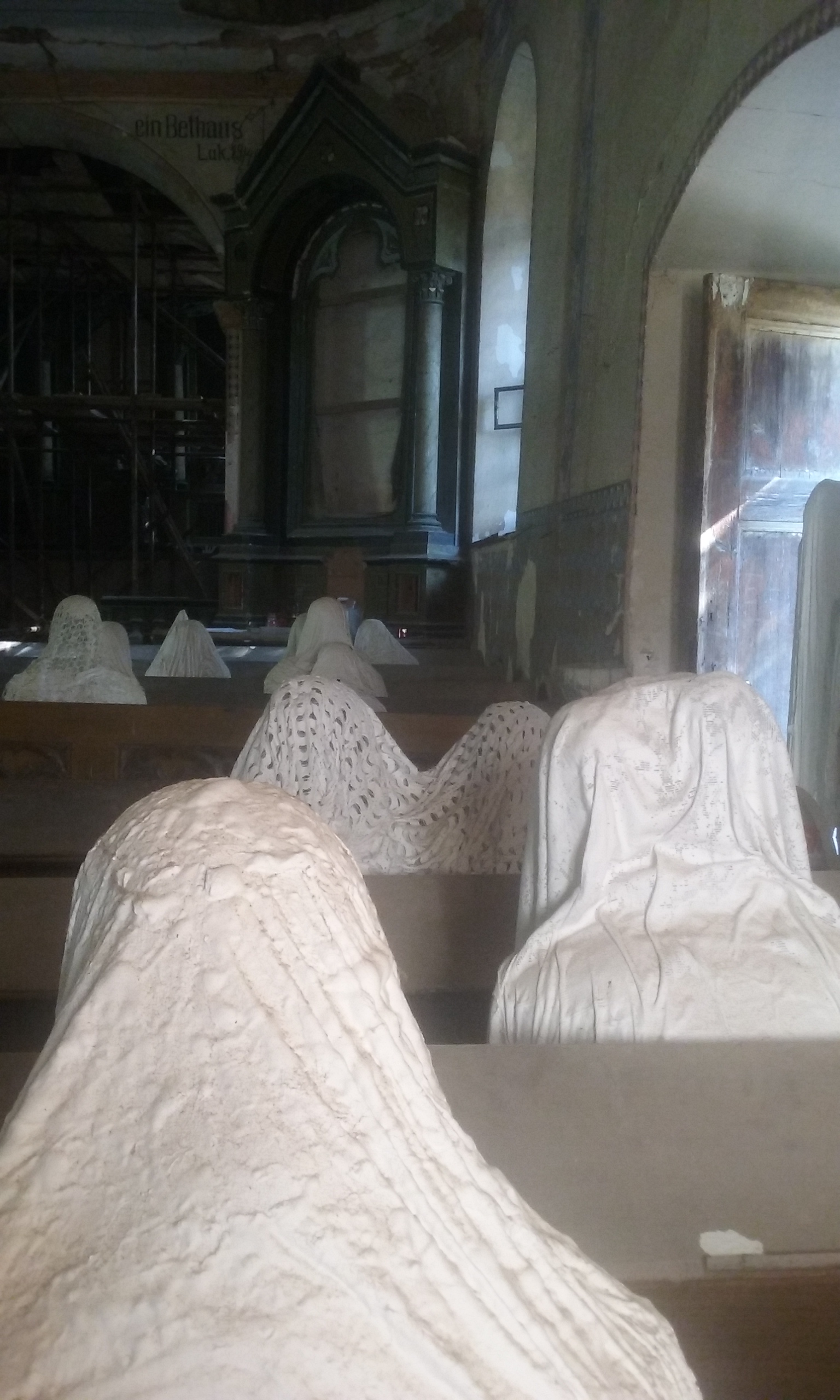
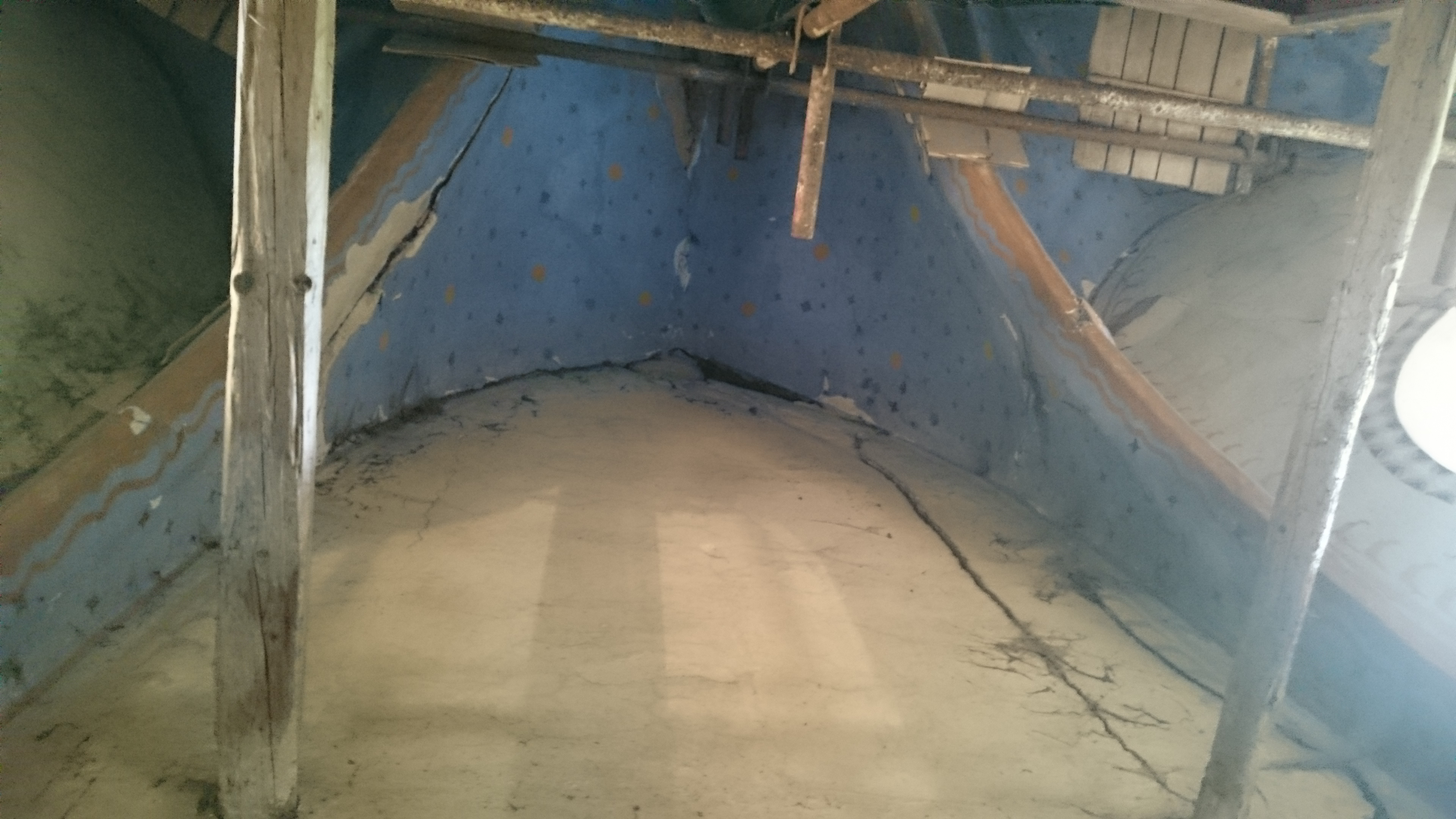
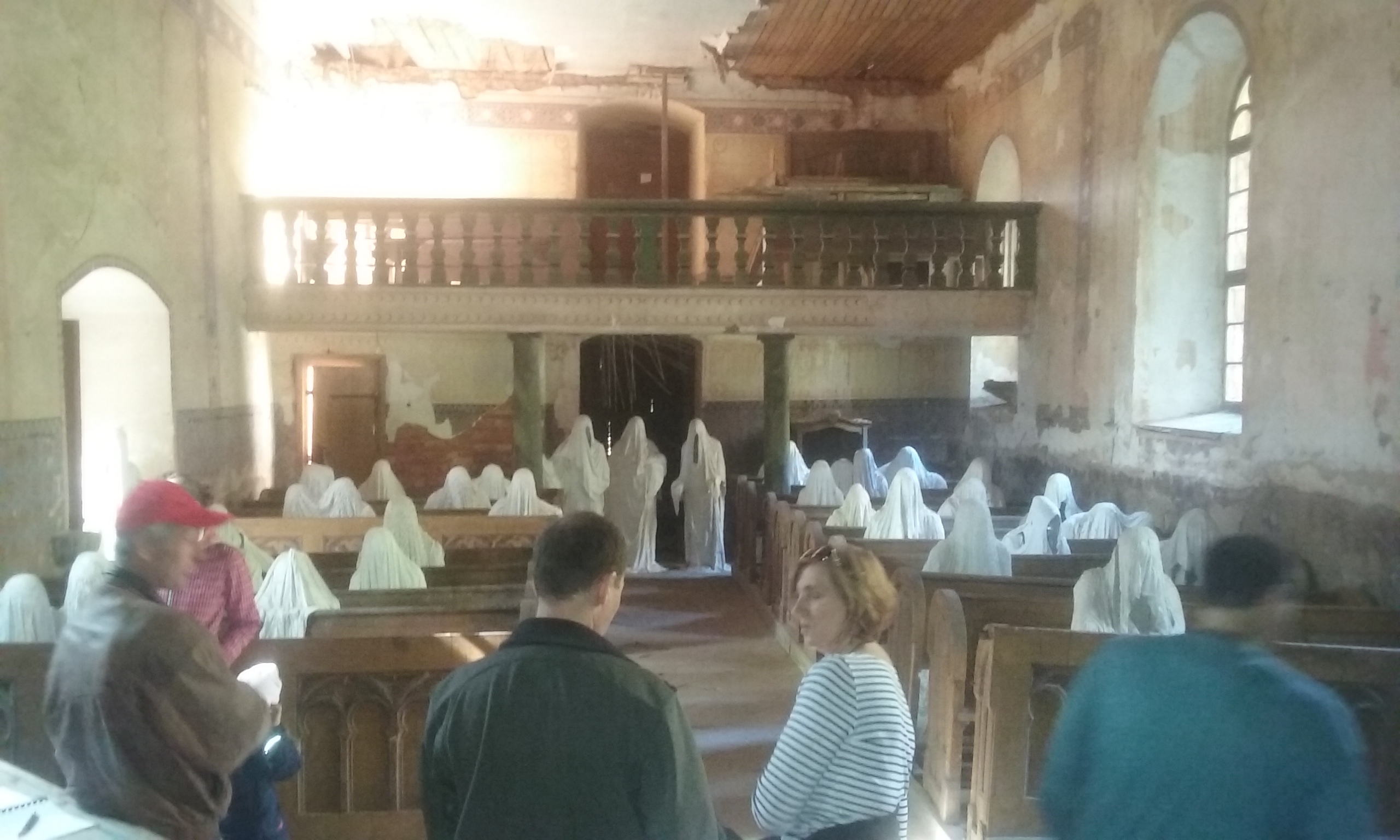
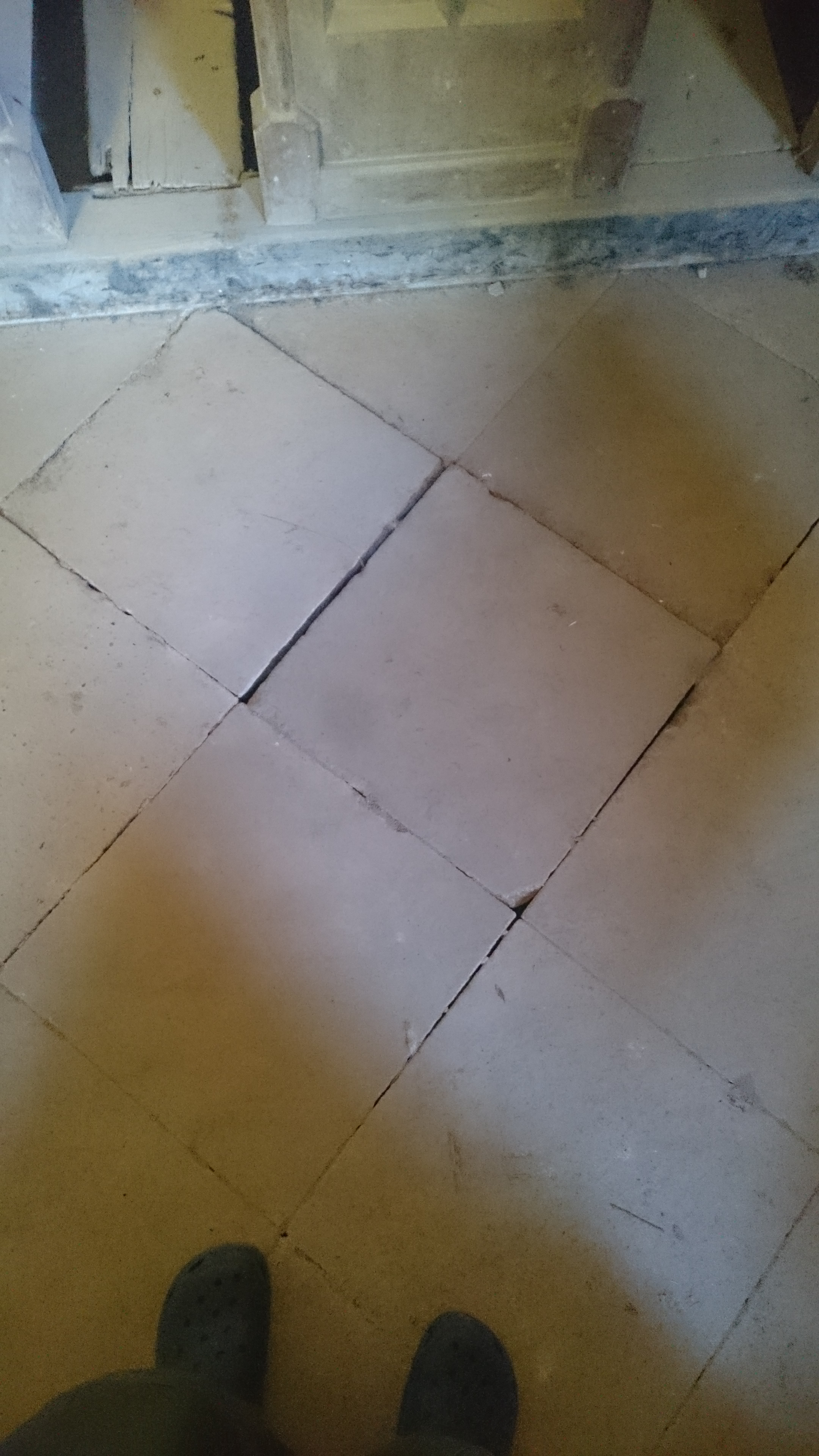
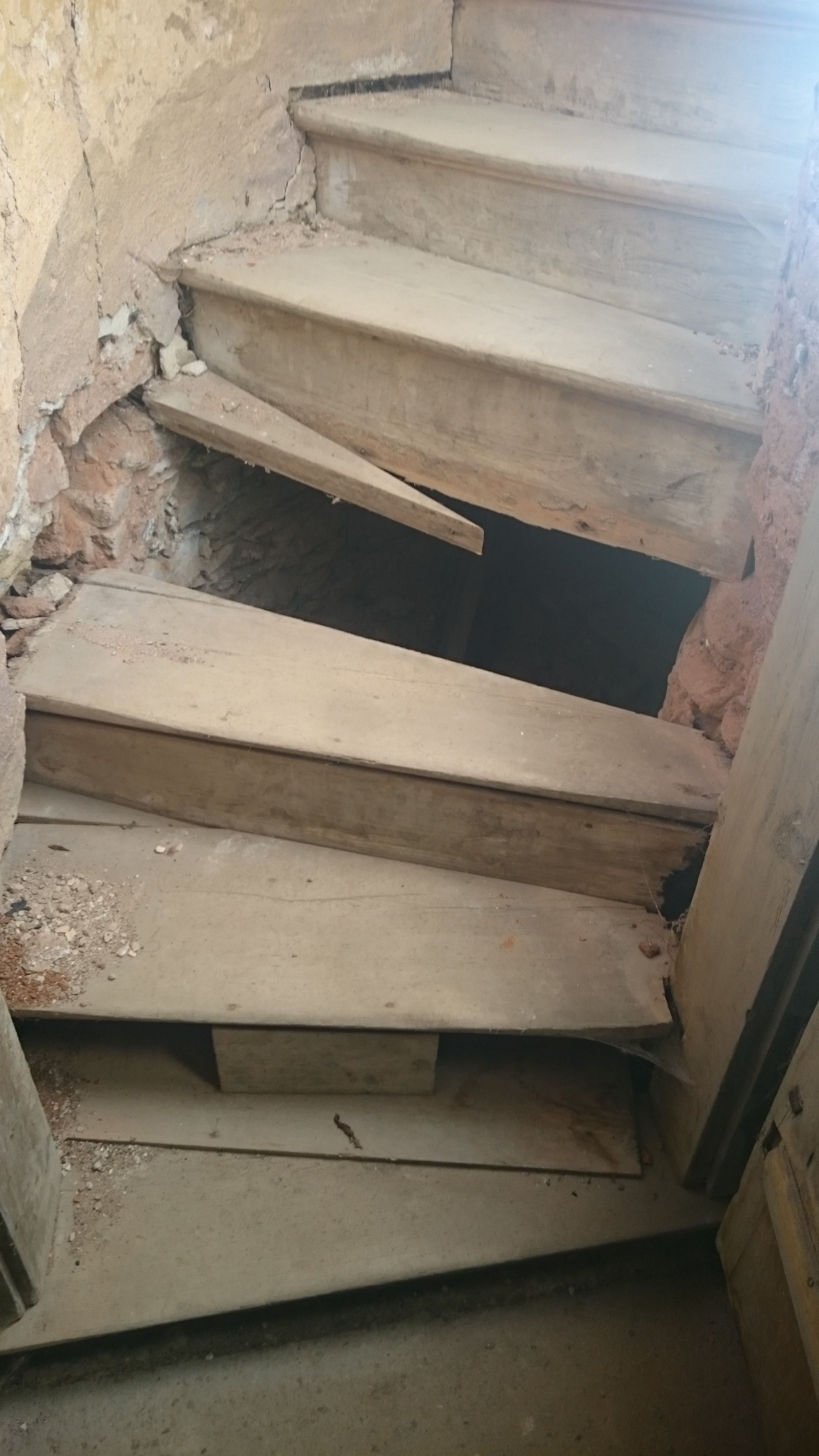
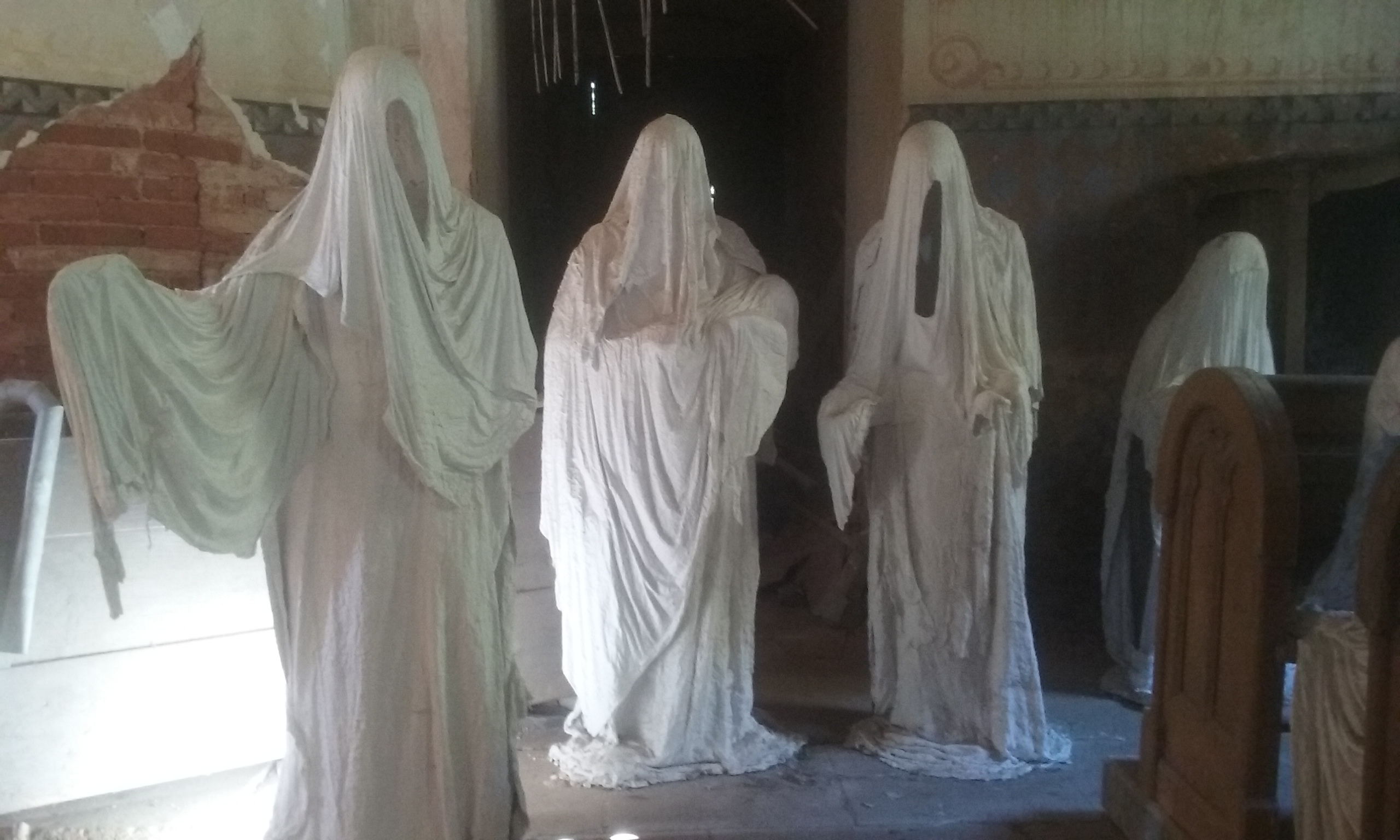
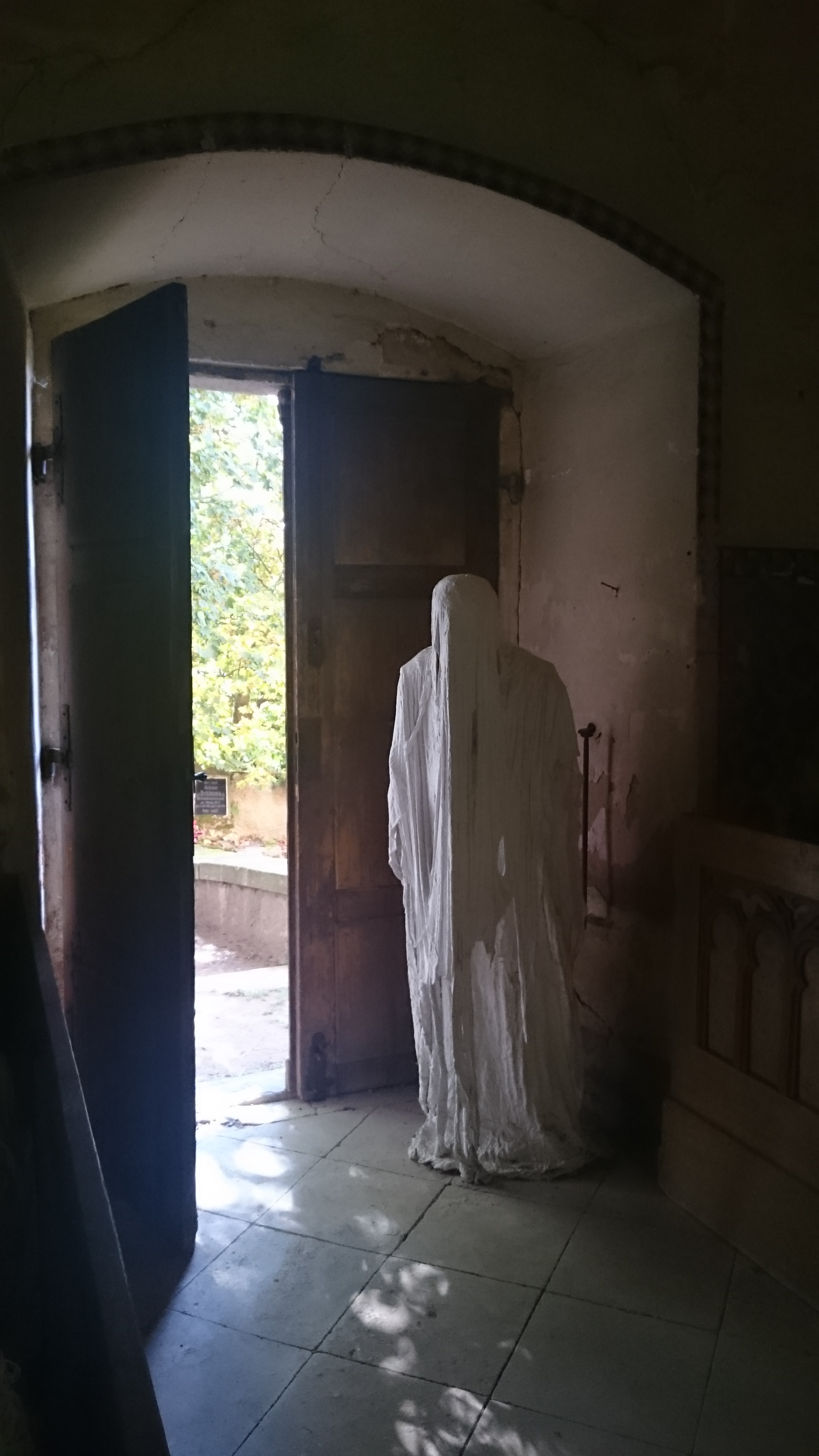
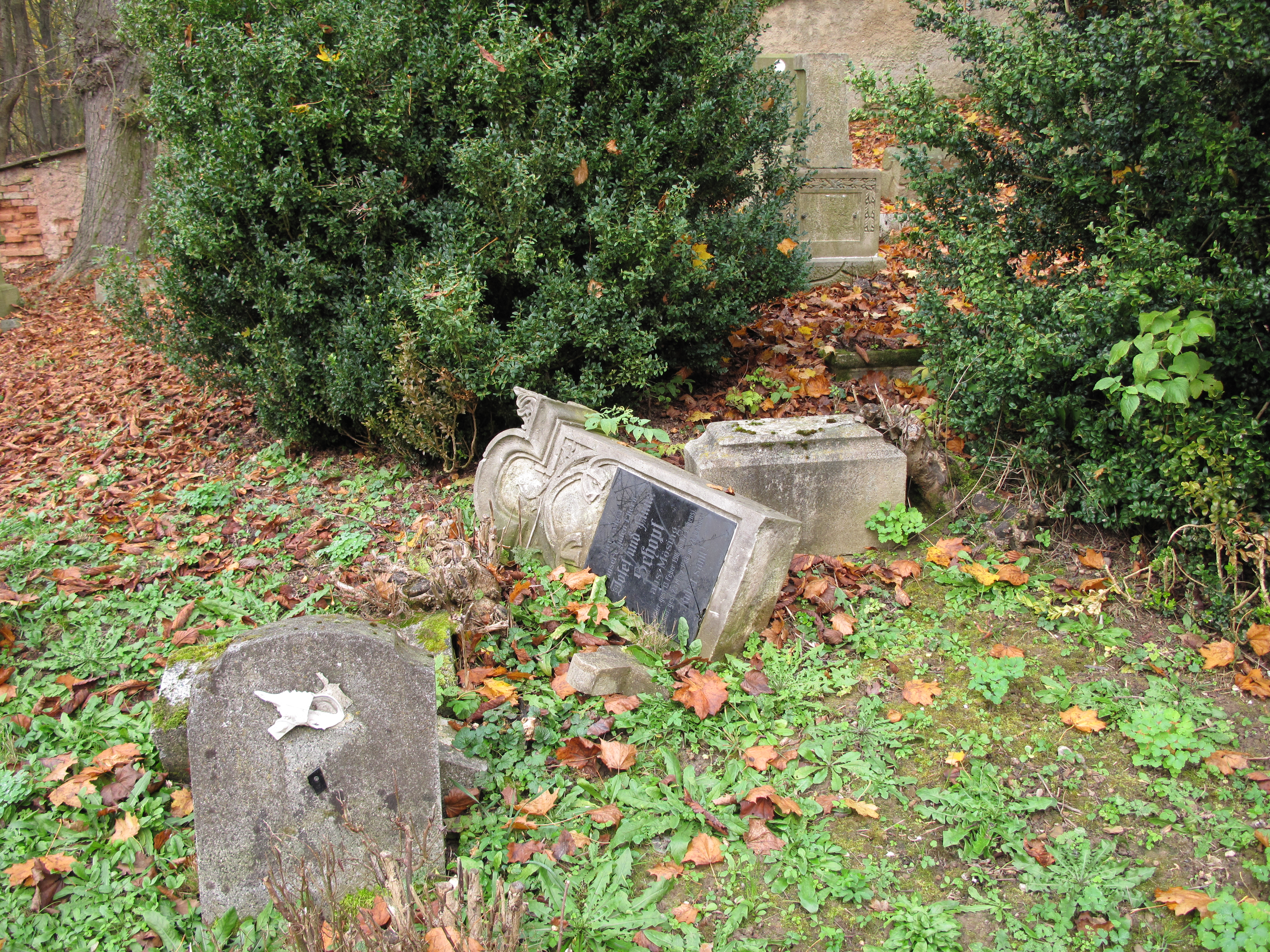
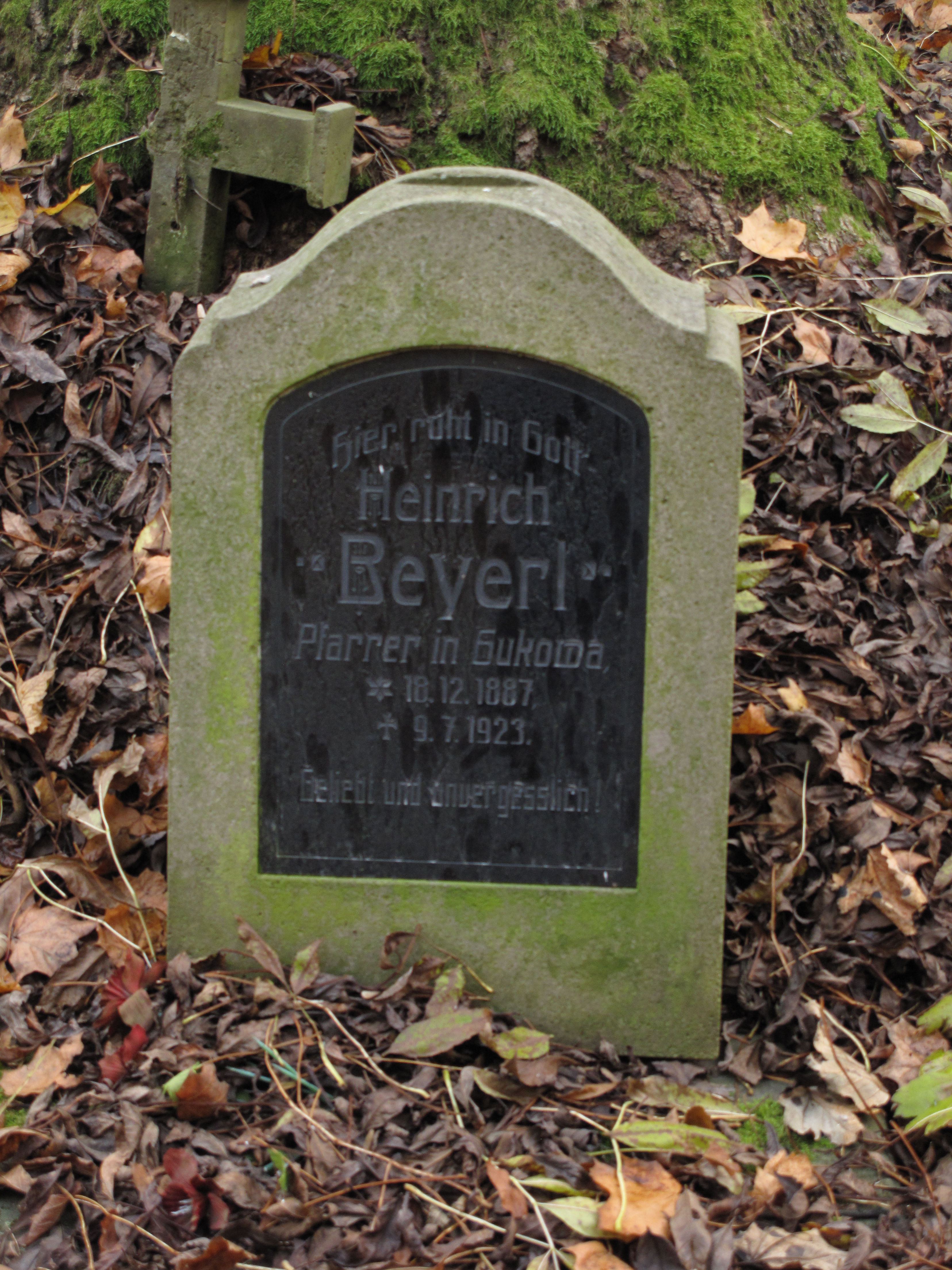
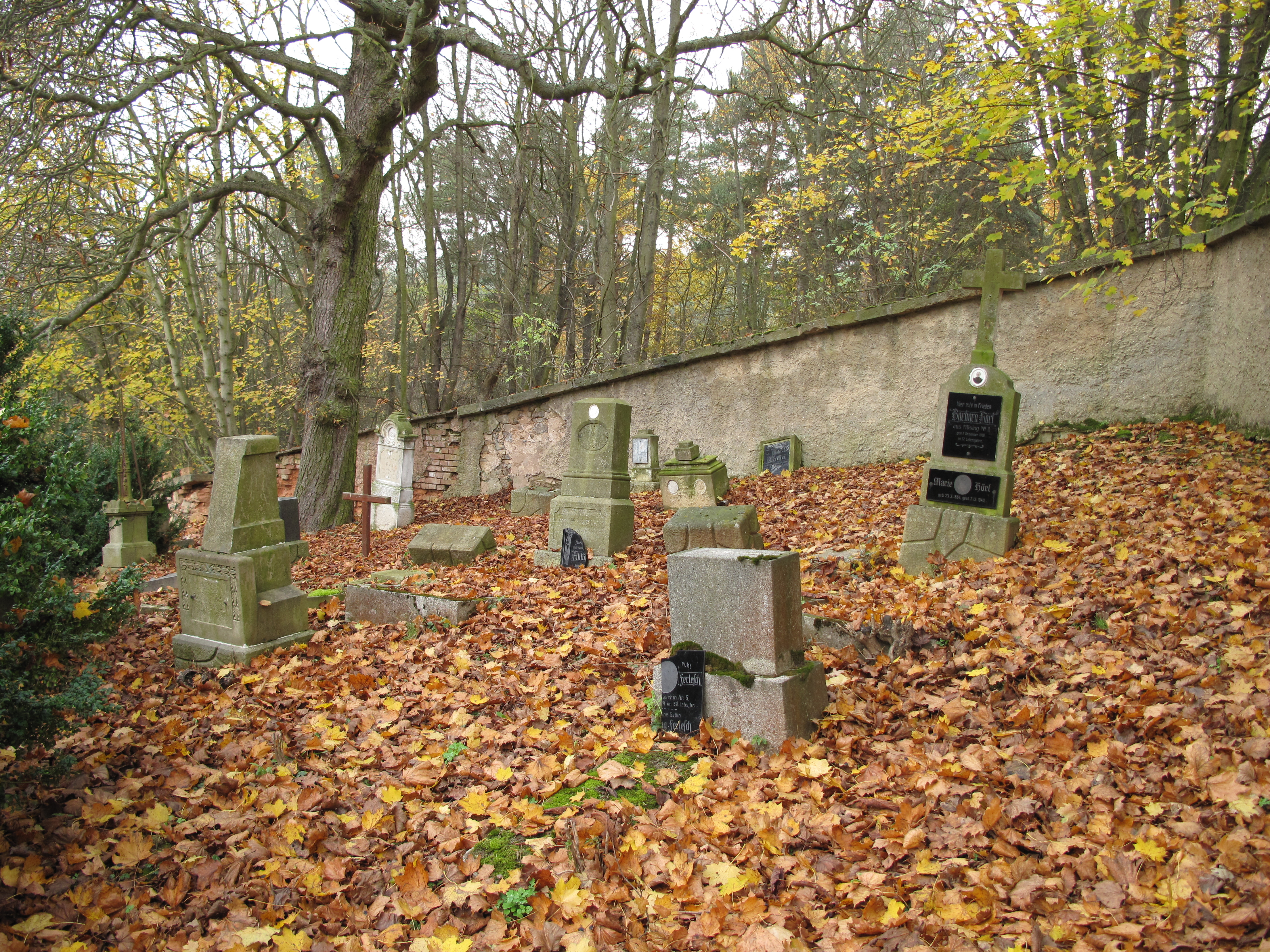
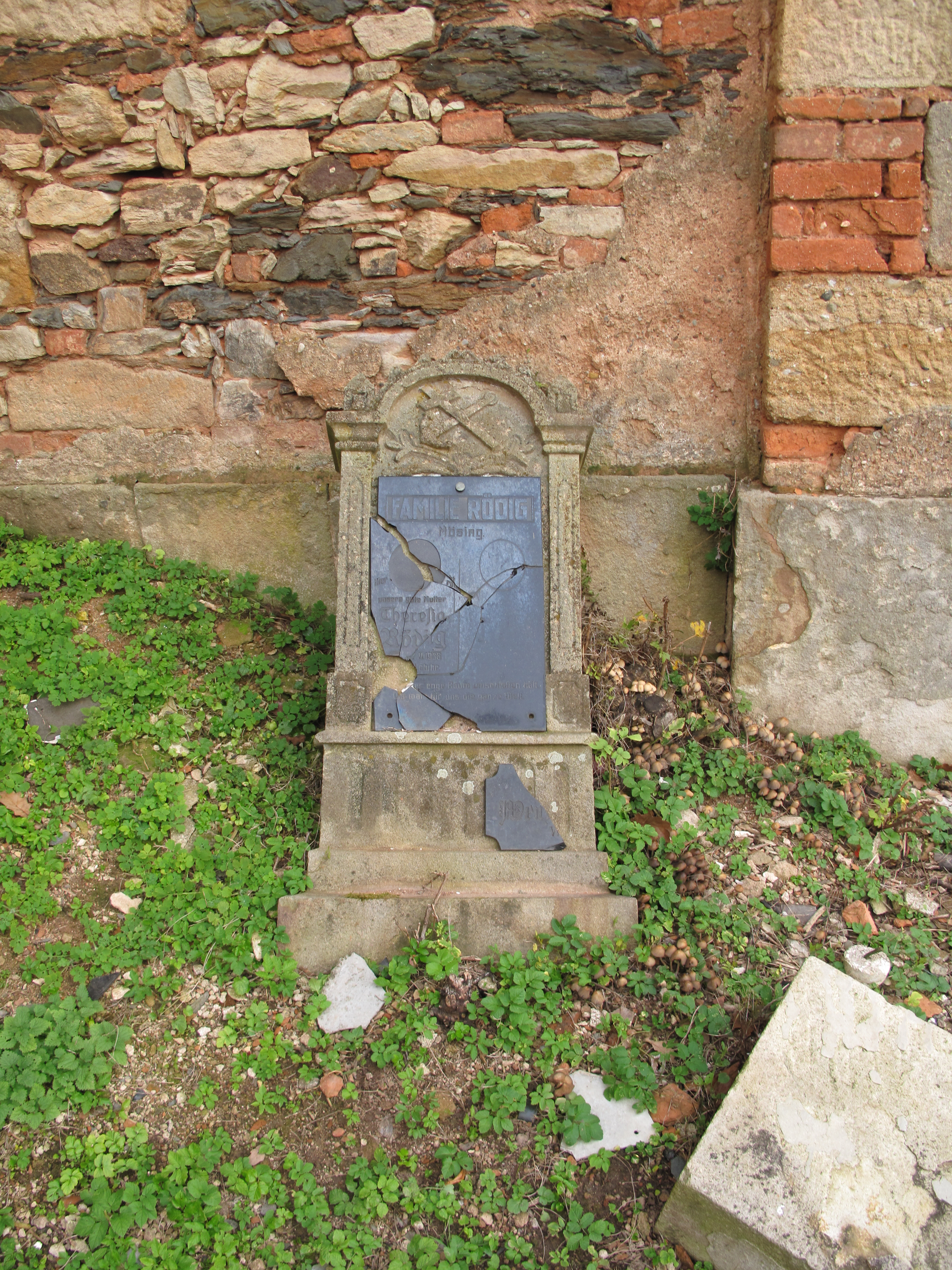
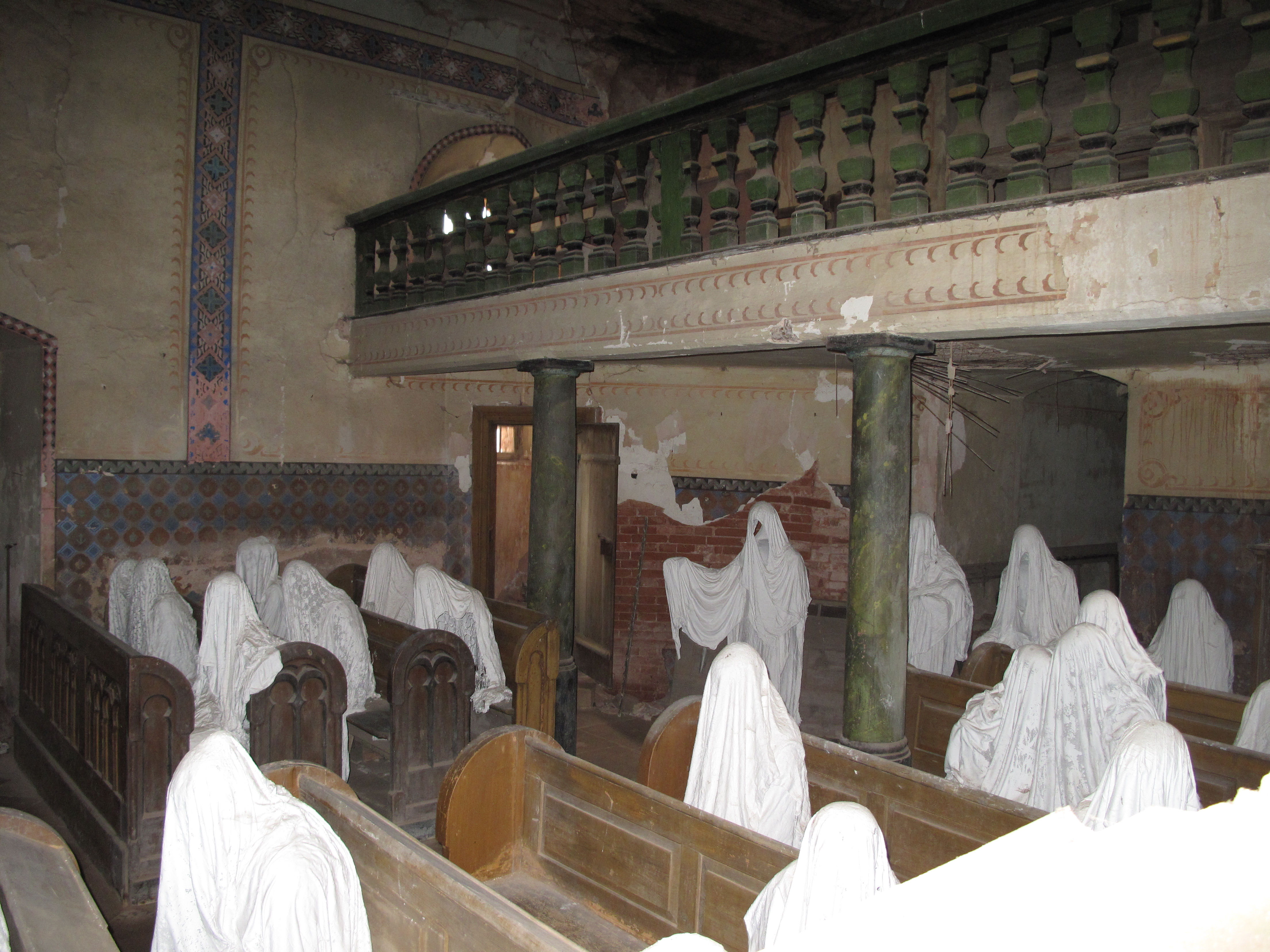